# فارس المدينة (فلم)
فيلم مصري إنتاج عام 1993 من قصة وإخراج محمد خان والسيناريو والحوار لفايز غالى.

## الأحداث
هي لرجل اسمه فارس صنع ثروته من الطرق الممنوعة، متزوج لكن حياته الزوجية مدمرة بسبب ابتعاده عن البيت، وله ابن في سن المراهقة وهو مدمن، تبدأ أزمته من ضياع كل أمواله، بعد إفلاس الشركة التي استثمر أمواله بها، وفي نفس الوقت هو مديون لأشخاص آخرون، والذين يبدؤا في تهديد حياته، والقصة عن محولته في تسديد دينه.

## البطولة
- محمود حميدة
- حسن حسني
- سعاد نصر
- عايدة رياض
- عبد العزيز مخيون

## وصلات خارجية
- مقالات تستعمل روابط فنية بلا صلة مع ويكي بيانات